# Baron Derwent
Baron Derwent, of Hackness in the North Riding of the County of York, ist ein erblicher britischer Adelstitel in der Peerage of the United Kingdom.
Familiensitz der Barone ist Hackness Hall bei Scarborough in North Yorkshire.

## Verleihung
Der Titel wurde am 10. Oktober 1881 für den ehemaligen liberalen Unterhausabgeordneten Sir Harcourt Vanden-Bempdearc-Johnstone, 3. Baronet geschaffen. Bereits am 6. Juli 1795 hatte er von seinem Vater den fortan nachgeordneten Titel Baronet, of Hackness Hall in the North Riding of the County of York, geerbt, der am 6. Juli 1795 in der Baronetage of Great Britain seinem Großvater verliehen worden war.
Heutiger Titelinhaber ist seit 1986 sein Ur-urenkel Robin Vanden-Bempde-Johnstone als 5. Baron.

## Liste der Barone Derwent (1881)
- Harcourt Vanden-Bempdearc-Johnstone, 1. Baron Derwent (1829–1916)
- Francis Vanden-Bempde-Johnstone, 2. Baron Derwent (1851–1929)
- George Vanden-Bampde-Johnstone, 3. Baron Derwent (1899–1949)
- Patrick Vanden-Bempde-Johnstone, 4. Baron Derwent (1901–1986)
- Robin Vanden-Bempde-Johnstone, 5. Baron Derwent (* 1930)

Titelerbe (Heir Apparent) ist der Sohn des aktuellen Titelinhabers, Hon. Francis Vanden-Bempde-Johnstone (* 1965).